# Messiah (groupe)
Pour les articles homonymes, voir Messiah (homonymie).
Messiah est un groupe suisse de death et thrash metal, originaire de Baar, Zoug. Il est formé en 1984 par R. B. Brögi. Il se sépare ensuite en 1994, avant de se reformer brièvement entre 2003 et 2004.

## Biographie
Le groupe est formé en 1984, et se compose de R. B. Brögi à la guitare, Reto Wilhelm « Tschösi » Kühne à la basse et au chant, et Rolf Jazzi Heer à la batterie. Le nom du groupe s'inspire d'une chanson, Satanic Rites, du groupe de death metal suisse Hellhammer. Aux États-Unis, le groupe est connu sous le nom de The Messiah ou Messiah AD, car un groupe portait déjà le nom de Messiah. À l'année de sa création, le groupe lance ses premières démos intitulées Demo 1984, Powerthrash (1984), et The Infernal Thrashing en 1985,. Il produit sa démo live Live Baar en 1985.
Le groupe sort son premier album, Hymn to Abramelin en 1986. Seulement 2 000 exemplaires de cet album sont produits. En 1988, le groupe sort son deuxième album Extreme Cold Weather. Reto Wilhelm Tschösi Kühne quitte le groupe peu après la sortie de l'album. En 1990, le groupe recrute le chanteur Andy Kaina et le bassiste Patrick Frugi Hersche. En 1991, il sort son troisième album Choir of Horrors. L'année suivante, il lance l'album Rotten Perish et l'EP The Ballad of Jesus. En 1994, il sort l'album Underground après quoi le groupe se sépare mais se reforme en 2003 pour le Tuska Open Air. 
En 2004, le groupe sort un DVD pour le 20e anniversaire du groupe. La même année, le groupe se sépare.

## Membres

### Derniers membres
- R. B. Broggi - guitare (1984-1995, 2003)
- Andy Kaina - chant (1990-1994, 2003)
- Patrick Hersche - basse (1989-1992, 2003)
- Steve Karrer - batterie (1990-1995, 2003)

### Anciens membres
- Reto Wilhelm Kühne - chant, basse (1984-1988)
- Rolf Heer - batterie (1984-1989)
- Christofer Johnsson - chant (Carbonized, Demonoid, Therion, ex-Liers in Wait) (1994-1995)
- Andre Steiner - guitare (1988)
- Dave Philips - basse (1988-1989)
- Pete Schuler - batterie (1989-1990)
- VO Pulver - guitare (1989-1990)
- Oliver Kohl - basse (1994-1995)

## Discographie

### Albums studio
- 1986 : Hymn to Abramelin
- 1987 : Extreme Cold Weather
- 1991 : Choir of Horrors (réédité en 2010)
- 1992 : Rotten Perish (réédité en 2010)
- 1994 : Underground

### EPs
- 1990 : Psychomorphia (réédité en 2010)
- 1994 : The Ballad of Jesus

### Compilations
- 2003 : Reanimation, Live at Abart
- 2004 : Powerthrash / The Infernal Thrashing

### DVD
- 2004 : 20 Years of Infernal Thrashing Madness

### Démos
- 1984 : Demo 1984
- 1985 : Infernal Thrashing
- 1985 : Powerthrash
- 1985 : Live Baar
- 1986 : Extreme Cold Weather